# Haploscoloplos mexicanus
Haploscoloplos mexicanus är en ringmaskart som beskrevs av Fauchald 1972. Haploscoloplos mexicanus ingår i släktet Haploscoloplos och familjen Orbiniidae. Inga underarter finns listade i Catalogue of Life.